# 南平台町
南平台町（なんぺいだいちょう）は、東京都渋谷区の町名。丁目の設定のない単独町名である。住居表示実施済区域。

## 地理
東京都渋谷区の南西部、渋谷駅南西の丘陵地に位置しており、広義の渋谷エリアの一部である。道としての道玄坂の南側に当たる。北側は町名としての区内道玄坂と、玉川通り（国道246号）を境界に同神泉町に向き合う。東部は同桜丘町、南部は同鉢山町や鶯谷町に隣り合う。西部は、旧山手通りを境界として目黒区青葉台に接する。
明治半ば頃から「南平台」という地名が用いられていたが、1932年（昭和7年）「南平台町」に改称した。近年はマンションなど集合住宅が多数建設され、大企業が所有して研修施設などとしている地所もみられる。また、幹線道路沿いや渋谷駅寄りの地域にはオフィスビルも多い。

### 地価
住宅地の地価は、2025年（令和7年）1月1日の公示地価によれば、南平台町19-18の地点で213万円/m2となっている。

## 歴史・人物
明治半ば以降から邸宅街として発展した。外交官内田定槌の洋館は、現在、重要文化財として横浜の山手イタリア山庭園に移築保存されている。終戦時に陸相阿南惟幾らと共に自刃した海軍軍令部次長大西瀧治郎の次長官舎が、セルリアンタワー南西側の現在の東急本社界隈の地にあった。
さらに、内閣総理大臣（自由民主党総裁）を務めた岸信介と三木武夫の私邸があった。前者は1940年代にこの地に居住し、60年安保闘争の際にデモ隊に包囲される騒ぎとなった。後者は現存しており、かつては三木武夫記念館として一般公開されていたが、2012年（平成24年）4月末をもって閉館した。
また岸信介邸の隣には統一教会本部があり、相互に交流があったとされている。
文化人では、かつて住んでいた映画監督の市川崑が映画関係者から「南平台」と呼ばれており、旧宅が「市川崑記念室」となっている。脚本家で鉄道愛好家の関沢新一も同地に居住した。また、山階鳥類研究所が1932年（昭和7年）から1984年（昭和59年）までこの地にあった。

## 世帯数と人口
2024年（令和6年）12月1日現在（渋谷区発表）の世帯数と人口は以下の通りである。
- 世帯数 : 1,106世帯
- 人口 : 2,049人

### 人口の変遷
国勢調査による人口の推移。
| 年                 | 人口  |
| ------------------ | ----- |
| 1995年（平成7年）  | 1,250 |
| 2000年（平成12年） | 1,291 |
| 2005年（平成17年） | 1,657 |
| 2010年（平成22年） | 1,674 |
| 2015年（平成27年） | 1,789 |
| 2020年（令和2年）  | 2,030 |

### 世帯数の変遷
国勢調査による世帯数の推移。
| 年                 | 世帯数 |
| ------------------ | ------ |
| 1995年（平成7年）  | 593    |
| 2000年（平成12年） | 638    |
| 2005年（平成17年） | 865    |
| 2010年（平成22年） | 896    |
| 2015年（平成27年） | 956    |
| 2020年（令和2年）  | 1,122  |

## 学区
区立小・中学校に通う場合、学区は以下の通りとなる（2023年3月時点）。
- 区域 : 全域
  - 小学校 : 渋谷区立神南小学校
  - 中学校 : 渋谷区立松濤中学校
- ※調整区域により、町内全域にて、小学校は渋谷区立猿楽小学校、中学校は渋谷区立鉢山中学校の変更が可能。

## 交通
地域内に鉄道駅はないが、渋谷駅や代官山駅、神泉駅、池尻大橋駅が徒歩圏内にある。
町内にはハチ公バス、東急トランセが運行する代官山循環のバス停があるほか、至近の道玄坂上バス停は東急バスの多数路線が発着する。

## 事業所
2021年（令和3年）現在の経済センサス調査による事業所数と従業員数は以下の通りである。
- 事業所数 : 365事業所
- 従業員数 : 15,805人

### 事業者数の変遷
経済センサスによる事業所数の推移。
| 年                 | 事業者数 |
| ------------------ | -------- |
| 2016年（平成28年） | 284      |
| 2021年（令和3年）  | 365      |

### 従業員数の変遷
経済センサスによる従業員数の推移。
| 年                 | 従業員数 |
| ------------------ | -------- |
| 2016年（平成28年） | 9,467    |
| 2021年（令和3年）  | 15,805   |

## 施設
- 東急本社
  - セルリアンタワー開設と共に、同ホテル裏手南西側直近の移転した地には、1970年代後半まで大西瀧治郎が終戦時に自刃した海軍軍令部次長官舎と、阿南惟幾が同様に自刃した陸相官邸があった。映画『あゝ決戦航空隊』（東映、1974年）のラストシーンでは当時の軍令部次長官舎が映っている。
- 養命酒製造本社
- フィールズ本社
- マレーシア大使館
- アラブ首長国連邦大使館
- 三木武夫記念館

## その他

### 日本郵便
- 郵便番号 : 150-0036[3]（集配局 : 渋谷郵便局[18]）。